# Карони
Каро́ни / Каріони (лат. Caronos грец. Καρύονες/ Καρύωνες) — одне з іранських кочових племен, яке разом з роксоланами та декількома меншими племенами входило до першої хвилі азійських кочовиків у Пн. Причорномор'ї, рух яких був спричинений глобальними етнічними змінами у Сер. Азії протягом II ст. до н. е.
Щодо появи каронів у Пн. Причорномор'ї існує відома згадка Плінія Старшого:
«Танаїс перейшли сатархеї, гертихеї, спондоліки, сінгієти, анаси, ісси, катеєти, тагори, карони, неріпи, агандеї, меандареї, сатархеї-спалеї».
Можливо, що всі ці племена — представники різних за походженням іранських племен, які на схід від Дону називалися аорси.
У формі каріони їх згадано Клавдієм Птолемеєм у описі Європейської Сарматії та локалізовано «…між аланами та амаксовіями…»(Ptol., Geo., III, V, 23)